# ناري (كتاب)
ناريِ (بالعربية: امرأة) هو كتاب بنغلاديشي يتحدث عن النسوية وحقوق المرأة صدر عام 1992م لكاتبه همايون أزاد.
الكتاب اعتُبر من النوع الحارق، وتم حظره في التاسع عشر من نوڨمبر لعام 1995م، من قِبل حكومة بنغلادش، بعد خمس سنوات، وعلى الرغم من ذلك، في عام 2000م، تم رفع الحظر، وذلك تِباعاً لمعركة قانونية فاز بها (أزاد). قررت الـمحكمة العُليا في بنغلاديش أن الحظر كان باطلاً.

## مُلخص
الكتاب بالبنغالية هو تحليل نسوي لوضع المرأة وحالتها في الحضارات التي أنشأها الرجال، والصعوبات التي تواجهها المرأة البنغالية في الحياة اليومية، هذه هي أول مُناقشة واسعة النطاق بالبنغالية لهذه المواضبع. إن الريديكالية المُتأصلة في العمل كانت كافية بالنسبة للعديدين للعودة بالتفكير إلى كتاب (الجنس الآخر) لمؤلفته الفرنسية النسوية (سيمون دي بوڨوار) وكتاب (السياسة الجنسية) لمؤلفته الأمريكية النسوية (كيت ميليت). في ذلك العمل، أزاد يأخذ القُراء في رحلة من خلال الخِبرة المُتبحرة في الكتابات النسوية بجنوب أسيا التي مرت خلال كتاباتهم. كما ينتقد آزاد الشخصيات المُشار لها بلإشادة، لاسيما (رابندراناث طاغور وكازي نازرول إسلام)، لما يعتبره تصوراتهم الحياتية المُضادة للنسوية.
جمع (آزاد) الأفكار النسوية للغرب بشكلٍ تحليلي، والتي تكمن خلف المُساهمات النسوية للإصلاحيين الاجتماعيين السياسيين في شبه القارة الهندية.